# Ian Flibus
Ian Flibus - L'écumeur des mers (Ian Flix pour la version anglaise) est une série de livres d'aventures fantasy et humoristiques créée par Alain Ruiz. Cette série est parue aux Éditions Boomerang depuis le printemps 2008. Les premiers tomes se sont déjà vendus à plus de 40 000 exemplaires en moins d'un an.[réf. nécessaire]

## Synopsis
Cette série relate les aventures insolites et humoristiques d'un équipage de pirates à la fin du XVIIIe siècle. Âgé de 19 ans, Ian Flibus se préparait à un brillant avenir d’officier dans la marine lorsque le destin l'appelle à rejoindre un équipage de pirates. Le capitaine Kutter, impressionné par ses états de services, lui offre alors de partager le commandement de son bateau, La Fleur de lys. Ian Flibus et ses nouveaux amis sont toutefois loin de se douter de ce qui les attend réellement en écumant les mers. Frappés par un sortilège, ils devront vivre désormais sous l'influence de forces surnaturelles et les combattre avec l'aide de leurs deux savants. 

## Livres - Série
1. Ian Flibus, L'île aux Treize os (2008)
2. Ian Flibus, Les joyaux de Pékin (2008)
3. Ian Flibus, La Ligue des pirates (2008)
4. Ian Flibus, La terre des Géants (2008)
5. Ian Flibus, L'escarboucle des sages (2009)
6. Ian Flibus, Les oubliés de la Cité d'Or (2009)
7. Ian Flibus, Les larmes du maharadjah (2010)

## Projets d'avenirs
Une adaptation en dessins animés est en cours avec les Productions Sardine pour un film d'animation.